# 茨城ニュース845
『茨城ニュース845』（いばらきニュースはちよんご）は、茨城県内のNHK総合で放送されているNHK水戸放送局製作の『NHKニュース』の茨城県のローカルニュース番組である。2004年10月1日放送開始。
関東地方のNHKの放送局で20時45分からの県単位のローカルニュース番組を編成しているのはNHK水戸放送局のみである。
茨城県内でも、特に県南・県西地域では、受信する中継局によって、ローカル放送を受信できないため、アンテナを追加設置するなどの対応が必要である。

## 主な放送内容

### ニュース
- ストレートニュース数項目
- リポート
- 特集
これらは、夕方の県域ニュース番組での映像を音声も含めてそのまま使用することがある。

### 気象情報
- 担当しているアナウンサーが20:57頃から伝える。
- 「県内の注意報・警報」→「あすの天気（県内）」→「あすの予想気温」→「あすの風と波」→「3時間予報」→「紫外線情報」→「あすの天気（隣接各県）」→「週間予報」の順に放送。
- 「水戸からお伝えしました。9時になります。」と言って終了[3]。

## キャスター
- 原則としてNHK水戸放送局のアナウンサーが交替で担当している。
かねてから水戸放送局においては、女性アナウンサーはこの時間帯のニュースは担当しない傾向が強く、2019年度から2021年度まで在籍していた中村慶子は2019年度のみ年に数回担当したのみで、それ以降は全く担当していない。また、2020年度まで在籍していた森花子も2018年度途中より担当しなくなった。

## 放送時間
平日 ： 20:45 - 21:00（JST）
- なお、東京スカイツリーからの関東広域放送が受信出来る場合（主に県南・県西地域）や放送常時同時配信・見逃し配信サービス「NHKプラス」を利用出来る場合は同時間帯に茨城以外の関東6都県で放送されている『首都圏ニュース845』を視聴することが可能である。
- 祝日・年末年始は放送休止となり、20:55 - 21:00に東京発の『ニュース・気象情報（関東甲信越）』を同時ネットしている（12月31日を除く[4]）。
- また、2018年8月以降通常の平日編成日であっても、平日夕方の『いば6』が休止となる日は本番組も原則として放送休止し、代替として『首都圏ニュース845』を臨時ネットするか、『ニュース845（関東甲信越）』を同時ネットする（一部例外あり）。
- オリンピック期間中も同様に放送休止となり、代替として20:50 - 21:00に東京発の『首都圏ニュース』を同時ネットする[5]。
- 特番（前番組の枠拡大）などのために短縮または休止となる場合がある。
  - 2019年4月1日は、19:00からの『ニュース7』が新元号「令和」発表関連ニュースを中心に19:40まで拡大放送されたことに伴う特別編成のため、『NHKニュース』に改題[6]の上、5分繰り下げ・短縮（20:50 - 21:00）し放送した。
  - 2020年3月11日は、20:00 - 20:55に『NHKスペシャル 震災9年"変貌"する街で何が〜復興ハイウェーで変わる被災地』を放送のため、『NHKニュース』に改題[6]の上、10分繰り下げ・短縮（20:55 - 21:00）し放送した。
  - 2020年7月8日は『茨城Jリーグアワー』（鹿島アントラーズ対北海道コンサドーレ札幌。18:58 - 20:57。18:59 - 20:15はサブチャンネル）のため、休止となり、20:57 - 21:00に気象情報のみ放送した。ニュースはサッカー中継のハーフタイム中に放送した。